# Hymnus der Liebe
Hymnus der Liebe (Himne de l'amor), op. 136, és un lied per a baríton i orquestra o piano, compost per Max Reger el 1914 sobre un poema de Ludwig Jacobowski. S'estrenà a Jena, amb la Filharmònica de Berlín dirigida per Fritz Busch, amb el baríton Albert Fischer com a solista.

## Origen i context
Reger va compondre aquesta fervent oració l'agost de 1914 quan s'estava recuperant d'una crisi cardíaca. Després d'un concert a Hagen, l'abril d'aquest any, Reger havia patit marejos i, en la companyia dels seus amics els Stein, va anar a un sanatori de Merano, al Tirol del Sud per recuperar-se. Va ser des d'allà que la família va presentar la seva renúncia al càrrec de Meiningen.
L'Hymnus der Liebe basat en un poema de Ludwig Jacobowski, Vom Geschlecht der Promethiden és una típica obra tardana de Max Reger la més subtil pel que fa a l'harmonia cromàtica i exquisida orquestració i la simplicitat visionària del tractament de la veu. L'estrena va ser en un festival dedicat al compositor després de la seva mort, organitzat per la seva dona i el director Fritz Busch.